# Medaille „Für den Türkischen Krieg“

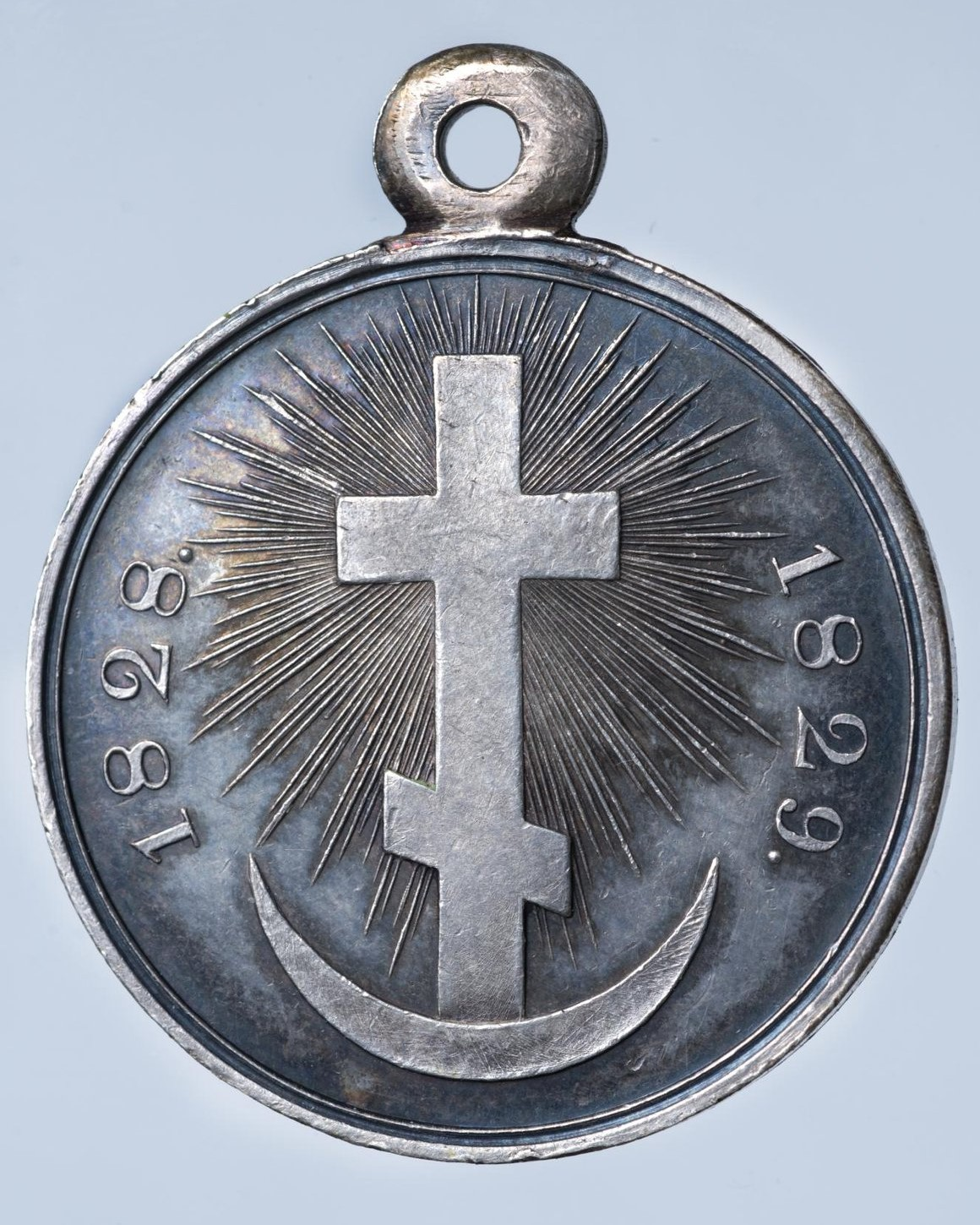
Avers der Medaille

Die Medaille „Für den Türkischen Krieg“ (russisch Медаль «За турецкую войну») war eine russische Auszeichnung. Sie wurde von Zar Nikolaus I. als Silbermedaille am 1. Oktober 1829 gestiftet. Die Auszeichnung sollte die Teilnehmer am türkischen Feldzug der Jahre 1828 und 1829 ehren. Vorgesehen war diese Medaille für Armee, Marine und freiwillige Milizen.

## Ordensdekoration
Die silberne Ordensdekoration ist eine Medaille mit 26 Millimeter Durchmesser, die auf der einen Seite ein orthodoxes Kreuz mit Strahlenkranz auf einem liegenden Halbmond stehend zeigt. Auf dem Rand stehen die Jahreszahlen links 1828. und rechts 1829.. Auf der Rückseite befindet sich am Rand ein Lorbeerkranz mit einem Band an der Unterseite und mittig die Ordensdevise “ЗА – ТУРЕЦКУЮ – ВОЙНУ” (Für den Türkischen Krieg) als eine dreizeilige Inschrift.

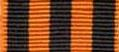
Sankt-Georgs-Band
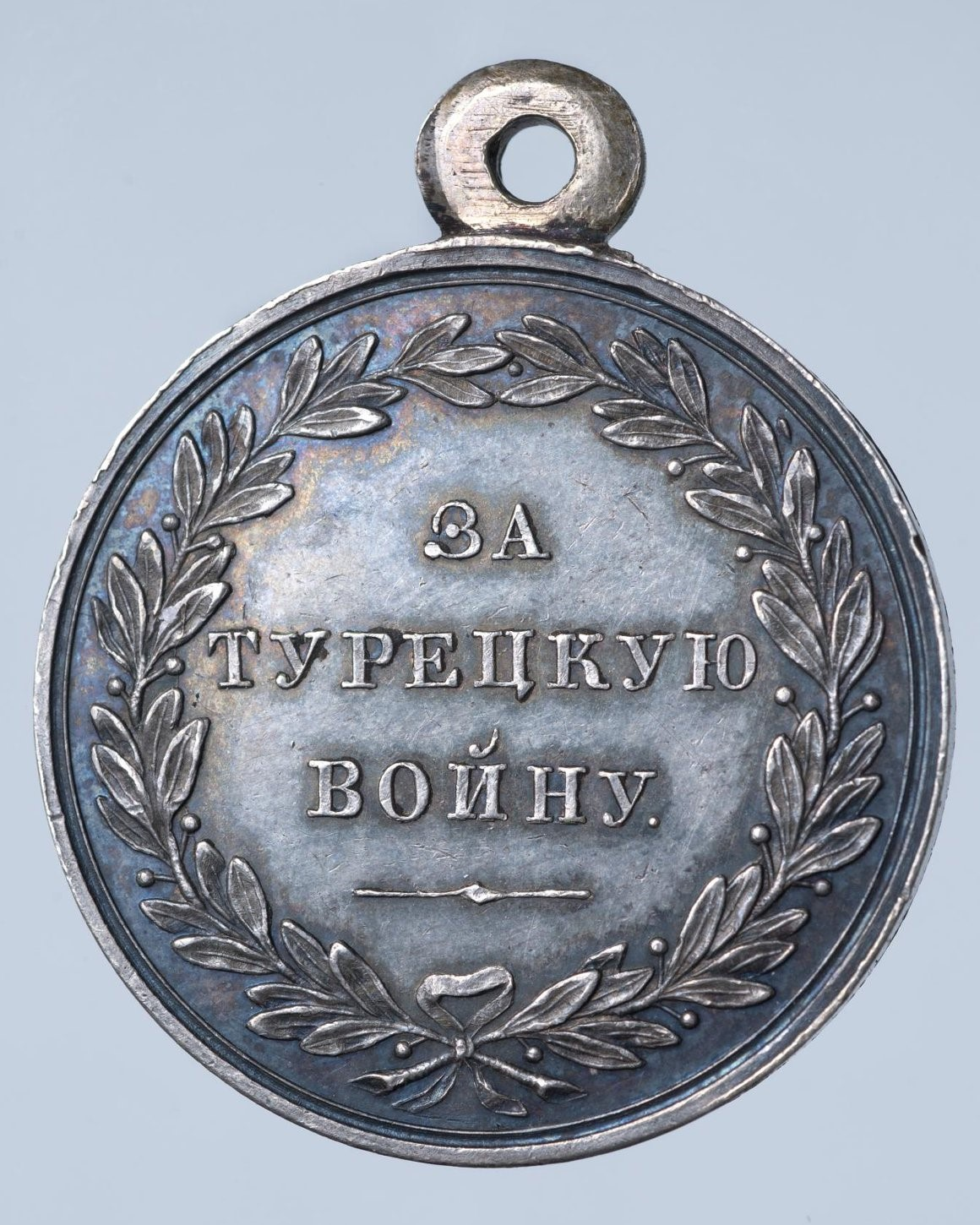
Revers der Medaille

## Ordensband und Trageweise
Das Ordensband ist das Sankt-Georgs-Band.